# I grossi bestioni
I grossi bestioni è un film del 1978 diretto da Jean-Marie Pallardy.